# DZ Bank Polska
DZ Bank Polska S.A. (d. Bank Amerykański w Polsce AmerBank S.A., Bank Amerykański w Polsce S.A.) – bank uniwersalny działający w latach 1989–2020 z siedzibą w Warszawie.

## Historia

### AmerBank

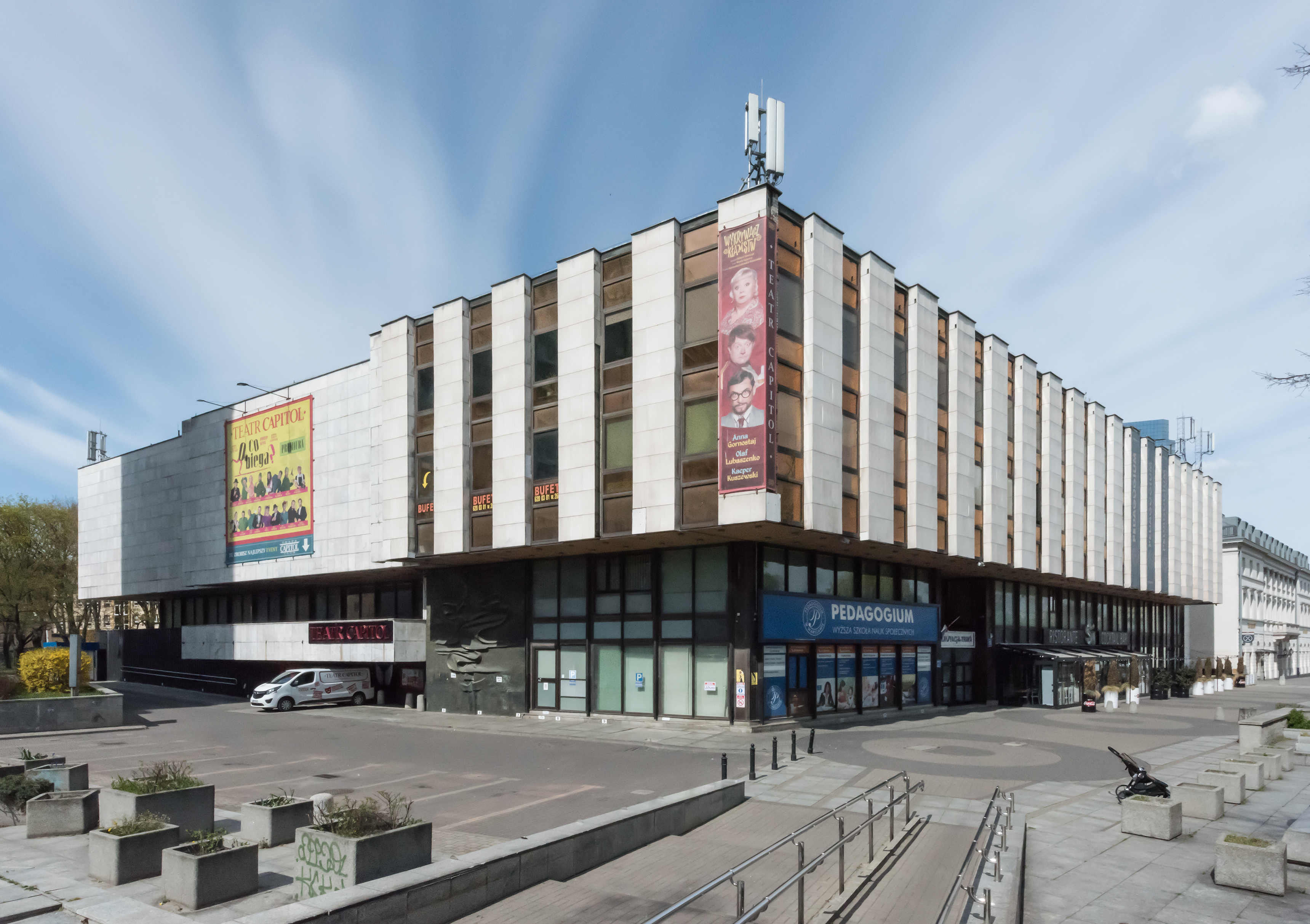
Siedziba centrali banku w latach 1990–2003 w Warszawie

Spółka była pierwszą instytucją z kapitałem zagranicznym, która dostała licencję Narodowego Banku Polskiego na prowadzenie działalności bankowej w Polsce. Był również pierwszym od lat powojennych bankiem w Polsce z przeważającym udziałem kapitału zagranicznego, który wynosił w momencie udzielania licencji 80% z 7 mln dolarów. Bank został powołany z inicjatywny osób prywatnych, w tym Jerzego Kosińskiego i Witolda Sulimirskiego, oraz przedsiębiorstw krajowych i zagranicznych, m.in. Polskiego Górnictwa Naftowego i Gazownictwa i Polish American Resources Corporation, założonej przez Jana Byrczka. W swojej działalności skupiał się na obsłudzie klientów instytucjonalnych i rozliczeniach zagranicznych
W 1994 zadebiutował na Giełdzie Papierów Wartościowych w Warszawie.
W 1996 rozpoczął się proces zmian właścicielskich w banku, polegający na rywalizacji zagranicznych instytucji finansowych o przejęcie większościowego pakietu akcji poprzez przeprowadzanie wezwania do sprzedaży akcji spółki na giełdzie. W 1998 w wyniku publicznego wezwania DZ BANK skupił blisko 60 proc. akcji, m.in. od innych banków konkurujących uprzednio o przejęcie AmerBanku, w tym Powszechnego Banku Kredytowego, Banque Bruxelles Lambert, Bayerische Landesbank i Danske Bank.

### DZ Bank Polska
W 2003 Nadzwyczajne Walne Zgromadzenie Akcjonariuszy banku podjęło uchwałę o zmianie nazwy na DZ BANK Polska S.A.
W 2011 został wycofany z Giełdy Papierów Wartościowych w Warszawie.
W 2013 zorganizowana część banku obejmująca klientów segmentu bankowości prywatnej wraz z ich produktami bankowymi została sprzedana do Getin Noble Banku.
W latach 2015–2020 trwał proces likwidacji banku.

## Prezesi zarządu banku
- 1989: Zygmunt Niewiarowski[19]
- 1991: Randolph S. Koppa[20]
- 1991–1993: b.d.
- 1993–2001: Marek Gadomski[21]
- 2001–2003: Sławomir Sikora[18][22][23]
- 2003-2005: Waldemar Maj[18]
- 2005–2012: Rainer Fuhrmann[18]